# Biela (přítok Zázrivky)
Biela je potok na dolní Oravě, v západní části okresu Dolný Kubín. Jde o pravostranný přítok Zázrivky s délkou 5 km a je tokem V. řádu.

## Pramen
Teče v Malé Fatře, pramení v podcelku Kriváňské Fatry na jihovýchodním svahu Veľkého Rozsutce (1609,7 m n. m.), v oblasti sedla Medzihole (1 185 m n. m.), v nadmořské výšce přibližně 1 170 m n. m.

## Směr toku
V pramenné oblasti přibírá několik krátkých zdrojnic ze svahů sedla Medziholí a teče severovýchodním směrem. Dále přibírá levostranný přítok zpod sedla Zákres (1 225 m n. m.) na východního svahu Malého Rozsutce (1 343,5 m n. m.) a protéká osadou Biela. Na jejím území postupně přibírá levostranný přítok z východního úpatí Malého Rozsutce, pravostranný přítok ze severního svahu Ostrého (1 166,9 m n. m.) a opět z levé strany nejdříve přítok zpod skalní stěny Rozsutců a potom přítok zpod sedla Príslop nad Bielou (810 m n. m.). Za osadou se obloukem stáčí na východ a jižně od obce Zázrivá ústí v nadmořské výšce cca 550 m n. m. do Zázrivky.

## Jiné názvy
- Biely potok
- Bieľanský potok
- Bieľanka
- nářečně: Bieľanskí potok